# 청자 음각연화문 유개매병
청자 음각연화문 유개매병(靑磁 陰刻蓮花文 有蓋梅甁)은 음각으로 연꽃 무늬를 새겨넣은, 고려청자 뚜껑 있는 매병이다. 1990년 5월 21일 대한민국의 국보 제254호로 지정되었다.

## 형태
각이 지고 다소 넓은 입 부분과 짧은 목, 그리고 어깨에서 풍만히 벌어졌다가 서서히 좁아져 다시 벌어졌다 세워진 S자 곡선을 이룬 전형적인 매병이다. 위에는 밖으로 벌어진 각접시 모양의 뚜껑이 얹혀 있다.
문양은 몸체 중앙 4곳에 연화절지문을 사실적으로 나타내어 음각하였으며, 어깨와 아래에는 운문이 네 곳에 배치되었고, 몸체 아래 면에는 뇌문대를 돌렸다. 뚜껑 윗면에는 삼각형 모양의 엽문을, 측면에는 연엽문을 음각으로 새겼다. 유약은 녹색이 짙은 비색으로서 전면에 곱게 칠해졌으며 유빙렬이 나있다. 굽다리에는 점토가 섞인 내화토 받침으로 받쳐 구운 흔적이 8곳에 나있다.
뚜껑이 있는 매병의 예는 드문데, 이 매병은 뚜껑이 있으며 세련된 문양과 잘생긴 동체를 지닌 작품이다. 음각의 수법이 비스듬히 깎은 수법으로, 1157년 청자와가 출토된 예에서 볼 수 있는 음각수법으로 12세기 전반 무렵 강진 사당리요에서 제작된 뛰어난 작품이다.

## 주해
1. ↑  매병이란 병의 아가리가 좁고 몸의 어깨는 넓으며 아래로 갈수록 홀쭉해지는 병을 말한다.
2. ↑  유빙렬(釉氷裂)은 도자기를 가마에서 꺼낸 뒤에 유약이 식으면서 간 금을 이르는 말이다.

## 참고 자료
- 청자 음각연화문 유개매병 - 국가유산청 국가유산포털
- 본 문서에는 서울특별시에서 지식공유 프로젝트를 통해 퍼블릭 도메인으로 공개한 저작물을 기초로 작성된 내용이 포함되어 있습니다.